# Yannis Becker
Yannis Becker (* 12. Januar 1991 in Rotenburg) ist ein deutscher Fußballspieler, der derzeit vereinslos ist.

## Karriere
Becker wurde in der niedersächsischen Kreisstadt Rotenburg (Wümme) zwischen Bremen und Hamburg geboren und wuchs rund 20 Kilometer von Rotenburg (Wümme) entfernten Sittensen auf. Dort begann er beim VfL Sittensen mit dem Fußballspielen. 2003 nahm er ein Angebot von Werder Bremen an und durchlief fortan diverse Jugendmannschaften der Bremer. In der Saison 2008/09 gewann die A-Jugend (U19) von Werder Bremen die Staffel Nord/Nordost und nahm somit an der deutschlandweiten Endrunde teil. Dort scheiterten die Bremer an den 1. FSV Mainz 05, die später auch die deutsche Meisterschaft gewannen. Altersbedingt den Jugendmannschaften entwachsen, rückte Becker zur Saison 2010/11 in die seinerzeit in der 3. Liga spielende zweite Mannschaft (U23) von Werder Bremen an. Sein Debüt gab er am 24. Juli 2010 bei der 0:1-Niederlage im Heimspiel gegen den SSV Jahn Regensburg. Bis zum einschließlich dem 19. Spieltag kam Becker in insgesamt 16 Partien zum Einsatz, ehe dann ihm weitere Spiele für die Reservemannschaft im Ligaalltag verwehrt blieben und er über weite Strecken nicht mehr zum Kader gehörte. In seinen 19 Spielen für die zweite Mannschaft im Punktspielalltag stand er in neun Partien in der Startelf.
Anfang Juli 2011 unterschrieb Becker einen Zwei-Jahres-Vertrag beim Regionalligisten Stuttgarter Kickers. Er kam für die Schwaben im Ligaalltag in 28 von 34 Spielen zum Einsatz und stand dabei in 25 Partien in der Startelf. Mit vier Toren trug der gebürtige Rotenburger zum Aufstieg der Schwaben in die 3. Liga bei. Um ein Stipendium am Fort Lewis College in Durango/Colorado (USA) wahrnehmen zu können, bat Becker im Juli 2012 um vorzeitige Auflösung seines Vertrages, dem von Vereinsseite entsprochen wurde. Während seines Studiums spielte er für das College-Team in der National Collegiate Athletic Association.
Im Januar 2017 schloss sich Becker dann dem niedersächsischen Oberligisten TB Uphusen an, für den er bis zum Ende der Oberliga Saison 2017/18 spielte. In der Rückrunde der Saison 2016/17 kam er bis Saisonende in jedem Spiel zum Einsatz und war in jeder Partie Teil der Anfangself. In der Folgesaison lief Becker in 26 Spielen auf und stand dabei erneut in jeder Partie in der Anfangsformation. Daraufhin folgte er seinem ehemaligen Trainer Benedetto Muzzicato zu dessen neuen Verein dem Regionalligisten BSV Rehden. Dort erkämpfte sich Becker einen Stammplatz und wurde dabei hauptsächlich im Mittelfeld eingesetzt.
Den BSV Rehden verließ er dann erneut zusammen mit seinem Trainer nach der Saison 2018/19 und schloss sich dann dem Regionalligisten FC Viktoria 1899 Berlin an. Auch in der Hauptstadt war Becker Stammspieler geworden und genau wie in Rehden kam er hauptsächlich als defensiver oder als linker Mittelfeldspieler zum Einsatz. Aufgrund der COVID-19-Pandemie wurde die Saison vorzeitig abgebrochen. Im Berliner Landespokal erreichte Becker mit seinem Verein das Finale, wo der FC Viktoria 1889 Berlin gegen die VSG Altglienicke mit 0:6 verlor. Auch in der Saison 2020/21 war er Stammspieler und kam dabei in jedem seiner Spiele als linker Mittelfeldspieler zum Einsatz. Wegen der COVID-19-Pandemie wurde die Saison erneut abgebrochen und im Frühjahr 2021 stieg der Verein gemäß der Quotientenregelung und aufgrund des Rotationsprinzip in die 3. Liga auf. Trotz einer Rotsperre blieb der in Rotenburg (Wümme) geborene Becker über weite Strecken der Hinrunde Stammspieler und wurde dabei überwiegend als defensiver Mittelfeldspieler eingesetzt, ehe Leistenprobleme ihn außer Gefecht setzten. Aus persönlichen Gründen löste er seinen Vertrag zum 31. Dezember 2021 auf.